# جوش تيرانجيل
جوش تيرانجيل (بالإنجليزية: Josh Tyrangiel) هو صحفي أمريكي، كان سابقًا نائب مدير تحرير مجلة تايم ومحرر في بلومبيرغ بيزنس ويك. في يونيو 2019 غادر جوش الشبكة، بعدما تم إلغاء برنامج «فايس نيوز الليلة».

## الحياة والتعليم
ولد جوش تيرانجيل في 25 سبتمبر 1972 ونشأ في بالتيمور. ولديه أخت. تخرج من المرحلة الثانوية من مدرسة بارك في بالتيمور في عام 1990 حيث لعب في فريق كرة القدم وكان نشطًا في الحكومة الطلابية. بالنسبة لمشروعه في السنة النهائية، اتصل بـ«بالتيمور أوريولز» ونجح في الحصول على منصب كعضو في طاقم الأرض، حيث عمل لمدة ستة أشهر. التحق جوش بجامعة بنسلفانيا كطالب جامعي وأدار صحيفة المدرسة. وحصل على درجة الماجستير في الدراسات الأمريكية من جامعة ييل. [بحاجة لمصدر]
يعيش جوش في القرية الشرقية (East Village) في مدينة نيويورك مع زوجته وطفليه. وهو يهودي. ومن محبي فريق بالتيمور أوريولز. كان عمه الأكبر يهوذا ناديتش (Judah Nadich)، أول مستشار لدوايت أيزنهاور للشؤون اليهودية خلال الهولوكوست.

## الحياة المهنية
بعد الكلية، عمل جوش تيرانجيل في مجلة Vibe ورولينغ ستون وأنتج الأخبار في إم تي في.
في عام 1999 انضم إلى التايم ككاتب وناقد موسيقى. كما عمل كمراسل للمجلة بلندن ومحرر وطني. في عام 2006، تمت ترقية جوش إلى نائب مدير التحرير في التايم، بالإضافة إلى تكليفه بالإشراف على انتخاب شخصية العام.
في الأوساط الصحفية، كان يُفترض أن يكون تيرانجيل خليفة لريتشارد ستنجل، الذي كان رئيس تحرير المجلة في ذلك الوقت. يقول جوش إنه أراد الوظيفة، لكنه أدرك أن هناك منافسة على المنصب وأن الشركة قد تقاوم آماله في أخذها في اتجاه جديد. نورمان بيرلستين، الذي كان رئيس التحرير في التايم وكان يعمل بعد ذلك كمسؤول المحتوى الرئيسي في Bloomberg LP، دعاه لتناول الإفطار، واقترح عليه الذهاب إلى بيزنس ويك المتعثر بعد استحواذ Bloomberg LP عليها. قدم تيرانجيل أفكاره للشركة إلى بلومبرج، وفي نوفمبر 2009 تم تعيين جوش محررًا للمجلة. في أبريل 2010 أشرف جوش على إعادة تسمية بيزنس ويك إلى بلومبيرغ بيزنس ويك وقاد الرؤية التحريرية للمجلة. قال رافي سوميا من الراديو الوطني العام إنه «من الصعب التقليل من الدرجة التي حفزت بها فترة جوش تيرانجيل التي استمرت ست سنوات تقريبًا... التغيير في المجلة وتحدى الطريقة التي كانت تعمل بها المؤسسة الإخبارية الأكبر في السابق». حصلت بلومبيرغ بيزنس ويك على العديد من جوائز المجلات بينما عمل جوش تيرانجيل كمحرر. في عام 2011 صنفت مجلة آدويك بلومبيرغ بيزنس ويك كأكثر مجلة أعمال مؤثرة لهذا العام. في عام 2012 فازت المجلة بجائزة المجلة الوطنية (جائزة إيلي) للتميز العام في مجلات الاهتمام العام. حصل جوش أيضًا على مرتبة الشرف الشخصية لعمله في بلومبيرغ بيزنس ويك. في عام 2009 تم اختيار جوش في قائمة نيويورك أوبزيرفر لأفضل المتمردين للعام المقبل،  وفي عام 2012 تم اختيار جوش «محرر العام» من قبل آد إيج؛  وفي نوفمبر 2013، تم استدعاء جوش للمساعدة في تشكيل المحتوى التلفزيوني لتلفزيون بلومبيرغ. في أغسطس 2014 تمت ترقية جوش للإشراف على كل المحتوى على منصات وسائل الإعلام لبلومبيرغ. في أكتوبر 2015 استقال تيرانجيل من منصب محرر بلومبيرغ بيزنس ويك.
في عام 2015 بدأ المفاوضات للانضمام إلى فايس، واجتمع جوش مع رئيس البرنامج شاين سميث. بصفته النائب الأول لرئيس قسم الأخبار، كان يدير مكتب الأخبار الرقمي للشركة. قاد إطلاق «فايس نيوز الليلة» في أكتوبر 2016. في أبريل 2019 تم إدراج جوش في قائمة هوليوود ريبورتر السنوية التاسعة لأقوى 35 شخصًا في وسائل الإعلام في نيويورك، وفي مقابلة معه قال إنه كان يعمل على مشاريع جديدة لعبت دورًا في نقاط قوة فايس. ومع ذلك، في يونيو 2019 أصدر كل من جوش تيرانجيل والرئيسة التنفيذية لشركة فايس نيوز، نانسي دوبوك، بيانين يعلنان فيها رحيله عن فايس في نهاية الصيف.

## روابط خارجية
- جوش تيرانجيل على موقع IMDb (الإنجليزية)